# Melchicka archieparchia Aleksandrii
Archieparchia aleksandryjska (łac.  Archieparchia Alexandrina Melchitarum), patriarchat Aleksandrii, terytorium patriarsze Egiptu i Sudanu – jednostka administracyjna Kościoła melchickiego z siedzibą w Kairze i patriarsza stolica tytularna z siedzibą w Aleksandrii (Egipt).

## Tytularna stolica patriarsza w Aleksandrii
Aleksandria jest jedną z 4 tytularnych stolic patriarszych w Kościele katolickim. Tytularnym patriarchą Aleksandrii jest melchicki patriarcha Antiochii używający tytułu patriarcha Antiochii, Aleksandrii, Jerozolimy i całego Wschodu, a zatem będący również tytularnym patriarchą Jerozolimy. Obecnie godność tę sprawuje Grzegorz III Laham, który jako patriarcha Aleksandrii obok syryjskiego ma też obywatelstwo egipskie.
Siedzibą melchickiego patriarchy aleksandryjskiego jest katedra Zaśnięcia Bogurodzicy w Aleksandrii.

### Historia
W pięciu starożytnych patriarchatach wschodnich w różnym stopniu akceptowano dogmaty uchwalone na Soborze Chalcedońskim (451). Najtrudniejsza po tym względem sytuacja panowała w patriarchacie aleksandryjskim, gdzie w zasadzie tylko melchici (czyli stosunkowo niewielu chrześcijan) pozostali wiernymi chalcedońskiemu wyznaniu wiary. Koptowie zasadniczo opowiedzieli za się za monofizytyzmem (w Antiochii ortodoksja została przyjęta przez ok. połowę chrześcijan, natomiast w Jerozolimie przez wszystkich). Po inwazji arabskiej (VII wiek) wielu melkitów opuściło tereny starożytnych patriarchatów, a organizację tego Kościoła bardzo nadwyrężyło tworzenie równoległej, konkurującej hierarchii monofizyckiej. Zwycięscy Arabowie (głównie muzułmanie) nie zwracali uwagi na spory chrystologiczne chrześcijan, na czym zyskali Koptowie. W ciągu następnych wieków niejednokrotnie melchici z Egiptu niejednokrotnie cierpieli prześladowania ze strony muzułmanów.
Melchici z patriarchatu aleksandryjskiego posiadali bardzo ograniczony kontakt z Bizancjum i w zasadzie  nie brali udziału w wydarzeniach związanych z powstaniem Wielkiej Schizmy
Wschodniej. Mimo że oficjalnie Kościół Melchicki nigdy nie zerwał łączności
z Rzymem, to jednak systematycznie (a zwłaszcza po 1516 roku w Imperium Osmańskim) dostał się pod silny wpływy Konstantynopola.
W 1772 r., o czym przypominał list apostolski Orientalium dignitas papieża Leona XIII z 1894, melchicki patriarcha Antiochii  stał się zwierzchnikiem melchitów żyjących na terenie Imperium Osmańskiego, będąc głową Kościoła melchickiego w Egipcie jako administrator Aleksandrii. W 1838 r. Maksym III Mazloum otrzymał od papieża Grzegorza XVI tytuły patriarchy Jerozolimy i Aleksandrii, używane do dzisiaj przez patriarchów melchickich.
W 1838 r. ustanowiono melchicką archieparchię aleksandryjską, której zwierzchnikiem został patriarcha, stąd bywa określana jako patriarchat Aleksandrii. Bezpośredni zarząd nad diecezją sprawowali wikariusze patriarszy w randze biskupów.
W drugiej połowie XX w. liczba melchitów w Egipcie spadła z ok. 35 tys. w 1940 r. do ok. 11 tys. w 1970 r. Obecnie podaje się, że jest ich ok. 5 500 (5 200 w Egipcie i 300 w Sudanie).
Od 1997 r. archieparchia Aleksandrii funkcjonuje jako terytorium patriarsze Egiptu i Sudanu.

## Terytorium patriarsze Egiptu i Sudanu
Melchicki Kościół partykularny w Aleksandrii jest od 1997 r. jednym z 5 terytoriów patriarszych funkcjonujących w Kościele katolickim. Jest to terytorium podległe bezpośrednio patriarsze administrowane przez biskupa z tytułem wikariusza apostolskiego, wikariusza patriarszego lub protosyncela. Melchiccy wikariusze Aleksandrii mają zwykle tytuł arcybiskupa, stąd terytorium określa się mianem archieparchii. Od 2008 administratorem terytorium jest Georges Bakar, arcybiskup tytularny Pelusium dei Greco-Melkiti (Peluzjum), wikariusz apostolski Jerozolimy, wikariusz patriarszy Aleksandrii i protosyncel patriarchy Antiochii dla melchitów Egiptu i Sudanu.
Terytorium patriarsze Egiptu i Sudanu dzieli się na trzy wikariaty patriarsze zarządzane przez syncelów: Aleksandrii, Kairu i Sudanu (z siedzibą w Chartumie). Liczy 14 parafii: 7 w Kairze, 4 w Aleksandrii i po jednej w Al-Mansurze, Tancie i Chartumie.

## Melchiccy biskupi Aleksandrii

### Wikariusze patriarszy i biskupi pomocniczy Aleksandrii
- Nasrallah Karouth, BS (1816-1835)
- Thomas Qoyoumgi, BS (1835-1836)
- Basile Kfoury, biskup Aleksandrii[10] (1837-1859)
- Augustin Fattal, BA (1859-1864)
- Ambroise Abdou (1864-1866)
- Joannice Massamiri (1866-1870)
- Augustin Fattal, BA (1870-1876, po raz drugi)
- Thomas Mazloum (1876-1879)
- Athanase Nasser, wikariusz apostolski Aleksandrii (1879-1902)
- Pierre-Macarios Saba, biskup pomocniczy Aleksandrii (1902-1919)
- Etienne Soukkarie wikariusz apostolski Aleksandrii (1920-1921)
- Antonio Farage wikariusz patriarszy Aleksandrii (1922-1928)
- Dionisio Kfoury, wikariusz patriarszy Aleksandrii (1932-1954)
- Elias Zoghbi, wikariusz patriarszy Aleksandrii (1954-1968)
- Joseph Elias Tawil, biskup pomocniczy Aleksandrii (1959-1969)
- Paul Antaki, wikariusz patriarszy Aleksandrii (1968-2002)
- Joseph Jules Zerey, wikariusz patriarszy Aleksandrii (2002-2008)
- Georges Bakar, wikariusz patriarszy Aleksandrii (od 2008)